# Китоноагэ
Китоноагэ (рум. Chitonoagă) — блюдо румынской и молдавской кухни, местная разновидность айвового мармелада.
Приготавливается из айвы, сваренной на медленном огне с небольшим количеством яблок. Когда айва станет мягкой, её необходимо протереть через сито, добавить сахар, лимонный сок, цедру и снова варить до загустения, всё время помешивая. Получившуюся массу выкладывают на доску, слегка смоченную водой, и ровняют ножом до толщины в 1 см. После этого китоноагэ прикрывают марлей и оставляют в сухом проветриваемом месте на два дня. Готовую китоноагэ нарезают квадратиками размером около 2-3 см и обваливают в сахарной пудре.
Наряду с нугой, щербетом, молдавской халвой, гогошь и пелтей, китоноагэ является одним из характерных десертов традиционной молдавской кухни.